# Demand Management (Gesundheitswesen)
Demand Management werden im Gesundheitswesen allgemein alle Konzepte genannt, bei denen Krankenversicherungen versuchen, durch von ihnen bereitgestellte Beratungs- und Informationsangebote Einfluss auf die Nachfrage nach Gesundheitsleistungen durch Patienten zu nehmen.
Das Demand Management soll dazu beitragen, Über- und Unterversorgung abzubauen, indem von unnötigen Leistungen (z. B. Krankenhausaufenthalte) abgeraten oder frühzeitige Maßnahmen (z. B. Konsultation des Hausarztes) empfohlen werden. Im Wesentlichen soll der Patient problemspezifisch zur geeignetsten Maßnahme hingesteuert werden. Die Realisierung solcher Konzept besteht in der Regel aus der Schaltung einer Telefonhotline, genutzt werden jedoch auch Online-Portale auf den Webseiten der Krankenkassen. Der Kontakt per E-Mail ist fast immer datenschutzrechtlich bedenklich. Üblicherweise besteht das Personal solcher Hotlines (die sog. Demand Manager) aus medizinischem Fachpersonal wie Ärzten oder Krankenschwestern. In den USA und in Großbritannien sind Demand-Management-Angebote sehr weit verbreitet, teilweise fließen sie dort auch in die Tarifgestaltung ein. Das bedeutet, dass einem Versicherten Prämien zugestanden werden, wenn er vor Arztbesuchen den Demand Manager konsultiert.
In Deutschland ist es verboten, im Rahmen des Demand Managements Diagnosen zu stellen oder konkrete Therapieempfehlungen zu geben (Verbot der Fernkonsultation). Die Leistungen hier bestehen zum größten Teil aus Informationen zu Leistungserbringern oder allgemeinen Auskünften zu medizinischen Themen wie Impfungen. Für die Gesetzliche Krankenversicherung ist die juristische Grundlage solcher Angebote durch § 65a SGB V gegeben, in welchem der Gesetzgeber die Möglichkeit von Bonusregelungen für gesundheitsbewusstes Verhalten normiert hat.
Verbreitet sind Demand-Management-Angebote sowohl als isolierte Maßnahme, als auch im Rahmen anderer Versorgungskonzepte wie der Integrierten Versorgung. Auf Seiten der Anbieter soll das Demand Management primär zur Kostensenkung beitragen. Obwohl ein solcher Effekt bislang nicht nachgewiesen ist, können Demand-Management-Angebote auch als bloßes Differenzierungsmerkmal genutzt werden.